# 巴西飲食

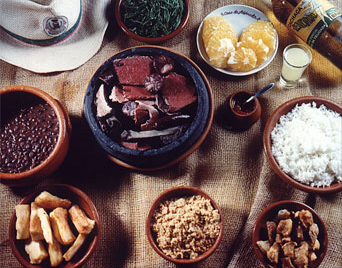
巴西飲食照

巴西飲食受到了歐洲、非洲和印第安人的影響。巴西各個地區的飲食風格都有很大不同。眾多移民帶入了自己國家的飲食。例如歐洲移民以小麥為主食，並且將酒、蔬菜和乳製品帶入巴西。日本移民則將亞洲飲食帶入巴西。